# Husumer Bucht
Koordinaten: 54° 28′ 34″ N, 8° 57′ 54″ O

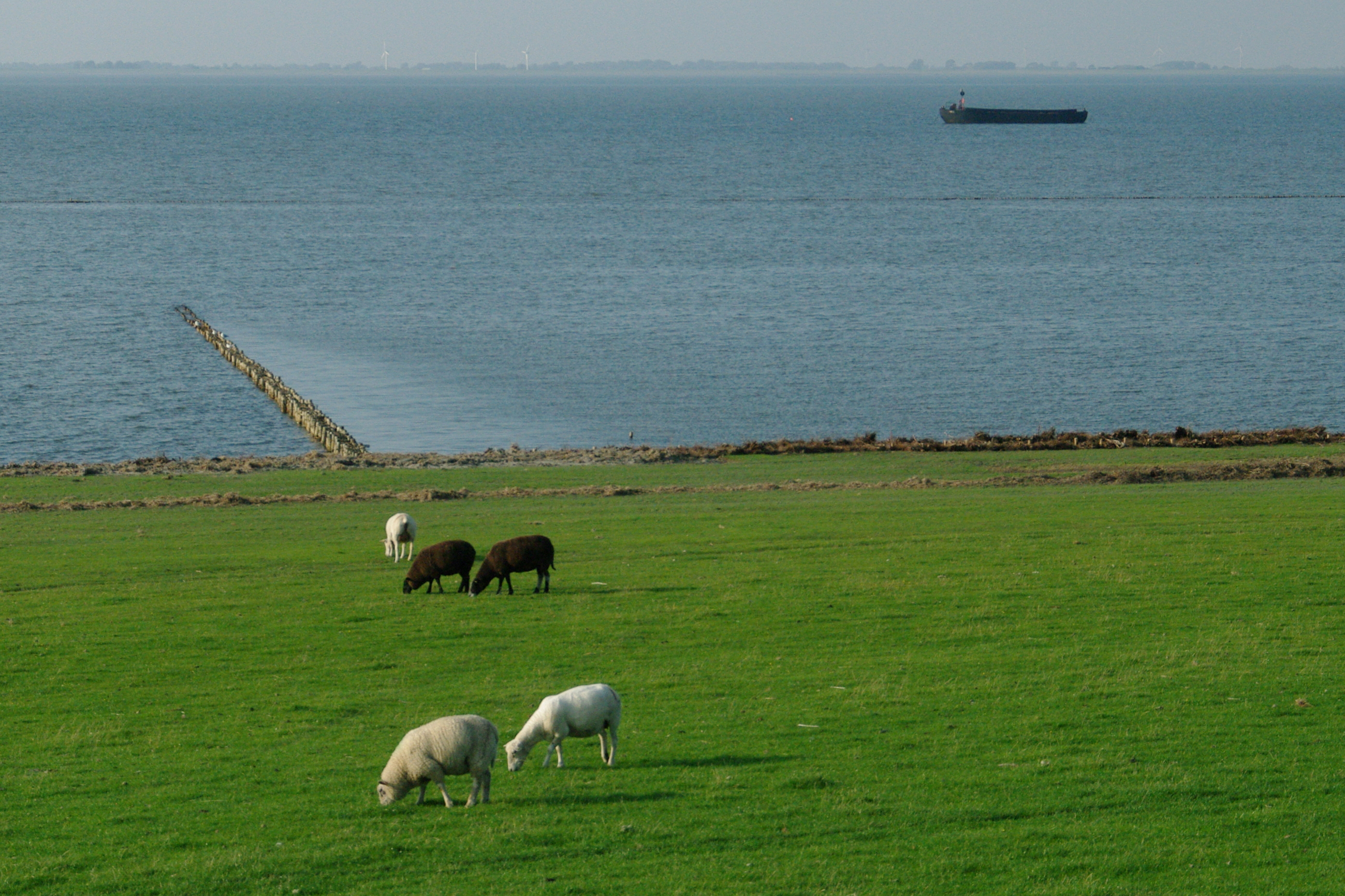
Blick über die Husumer Bucht von Eiderstedt nach Norden.

Die Husumer Bucht ist eine zu Schleswig-Holstein gehörende Bucht der Nordsee.
Der Name wird auch für die Vermarktung der Ferienregion rund um die Stadt Husum verwendet.
Die Bucht ist Teil des Nationalparks Schleswig Holsteinisches Wattenmeer und wurde zum UNESCO-Weltnaturerbe erklärt.

## Lage
Im Süden der Husumer Bucht beginnt die Landschaft der Halbinsel Eiderstedt, im Norden liegt die Schobüller Geest. Ihr schließt sich die Halbinsel Nordstrand an, von der der Adler-Express via Hallig Hooge mit Sylt verbindet. Im Osten beginnt die Flusslandschaft der Flüsse Eider, Treene und Sorge. Bekannte Orte sind Husum mit ihren Ortsteilen und umliegenden Orten bis hin zur Südermarsch.

## Fauna
Das Wattenmeer bietet Zugvögeln Schutz und beherbergt neben  Weißfischarten beherbergen die schleswig holsteinischen Gewässer Barsche, Hechte, Karpfen, Rapfen, Schleie, Welse und Zander. An Land findet man vor allem Schafe und Ziegen als natürliche Rasenmäher auf dem Deich.